# Liebenwerdaer Heide

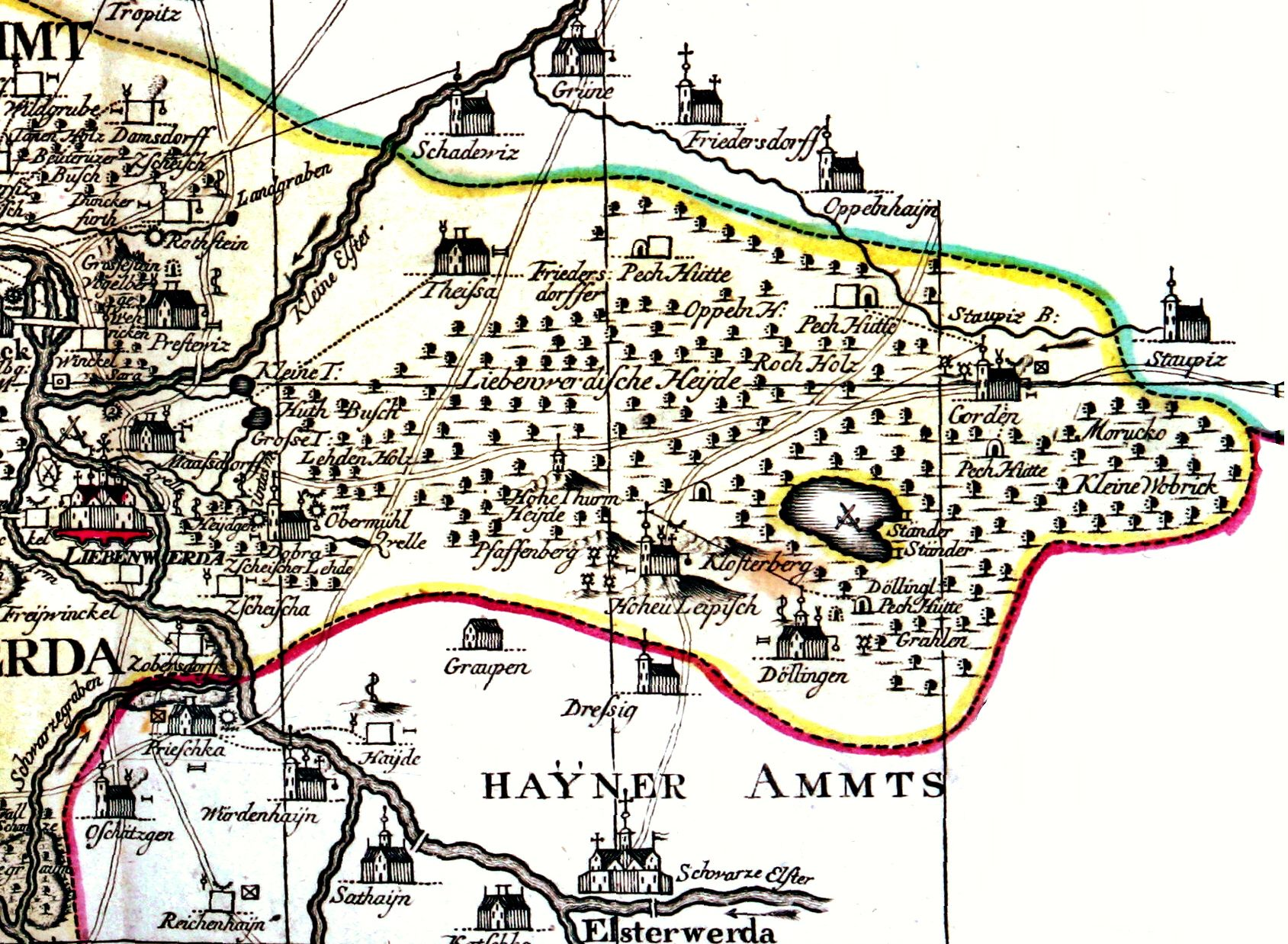
Die Liebenwerdaer Amtsheide um 1753

Die südbrandenburgische Liebenwerdaer Heide (früher auch Liebenwerdaer Amtsheide) ist ein im Elbe-Elster-Gebiet gelegenes Waldgebiet, das in früherer Zeit hauptsächlich forstwirtschaftlich und für Jagdzwecke benutzt wurde. Es befindet sich östlich der Kurstadt Bad Liebenwerda zwischen deren heutigem Ortsteil Dobra im Westen und Gorden im Osten. Im Norden erstreckte sie sich bis zum Rückersdorfer Ortsteil Oppelhain und im Süden bis an die nördliche Flurgrenze von Haida. Der kursächsische Markscheider und Landvermesser Georg Öder gab 1557 die Ausmaße der Heide mit drei Meilen Länge und einer Meile Breite an.
Sie war einst Bestandteil der Markgrafenheide, zu welcher große Teile des Gebietes zwischen Uebigau und Sonnewalde gehörten. In der Liebenwerdaer Heide erstreckt sich einer der größten zusammenhängenden Traubeneichenwälder Mitteleuropas. Weite Teile des Gebietes, waren als Truppenübungsplatz jahrzehntelang militärisches Sperrgebiet. Das in der Heide gelegene 3.695 Hektar große Naturschutzgebiet „Forsthaus Prösa“ gilt als Kern des Naturparks Niederlausitzer Heidelandschaft, der eine Größe von 484 Quadratkilometer umfasst.

## Geographie

### Klima

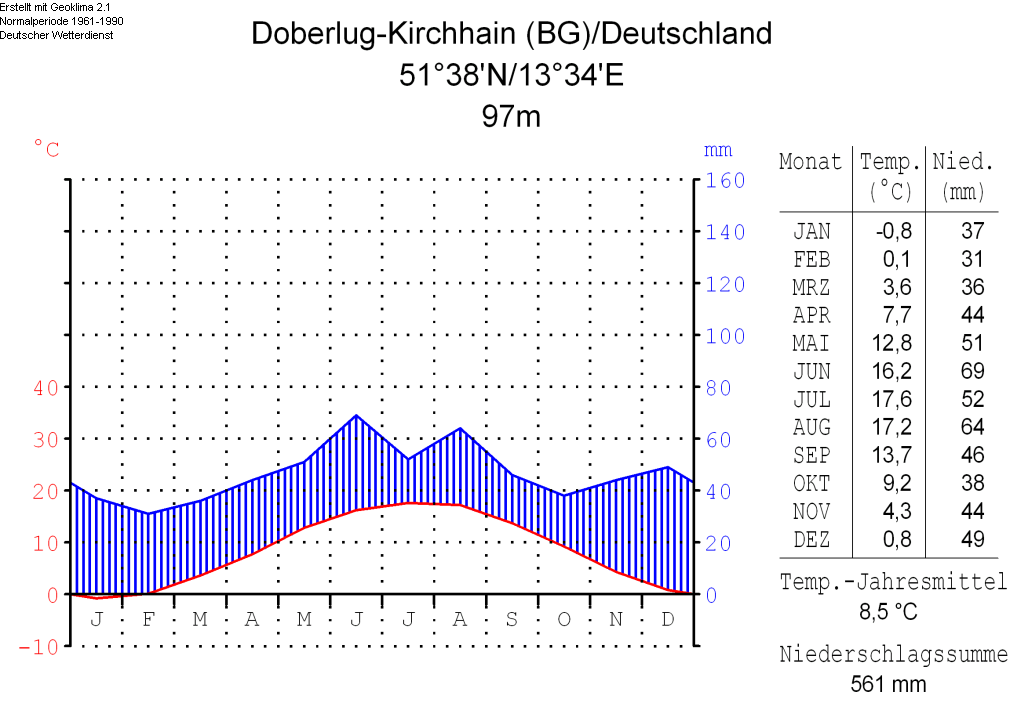
Klimadiagramm von Doberlug-Kirchhain

Die Liebenwerdaer Heide liegt mit ihrem humiden Klima in der kühl-gemäßigten Klimazone, jedoch ist ein Übergang zum Kontinentalklima spürbar.
Die nächste Wetterstation befindet sich wenige Kilometer nördlich in Doberlug-Kirchhain. Der Monat mit den wenigsten Niederschlägen ist der Februar, der niederschlagsreichste der Juli. Die mittlere jährliche Lufttemperatur beträgt hier 8,5 °C. Dabei beträgt die Jahresschwankung zwischen dem kältesten Monat Januar und dem wärmsten Monat Juli 18,4 °C.
Weitere befinden sich westlich des Gebietes in Torgau sowie südlich in Oschatz und Dresden.
|                   | Jan | Feb | Mär | Apr | Mai | Jun | Jul | Aug | Sep | Okt | Nov | Dez |   |     |
|                   |     |     |     |     |     |     |     |     |     |     |     |     |   |     |
| Niederschlag (mm) | 37  | 33  | 34  | 45  | 54  | 70  | 72  | 66  | 48  | 49  | 41  | 48  | Σ | 597 |

|  |

|  |

|  |

|  |

|  |

|  |

|  |

|  |

|  |

|  |

|  |

|  |

|  |

|  |

|  |

|  |

|  |

|  |

|  |

|  |

|  |

|  |

|  |

|  |

## Naturraum

### Schutzgebiete

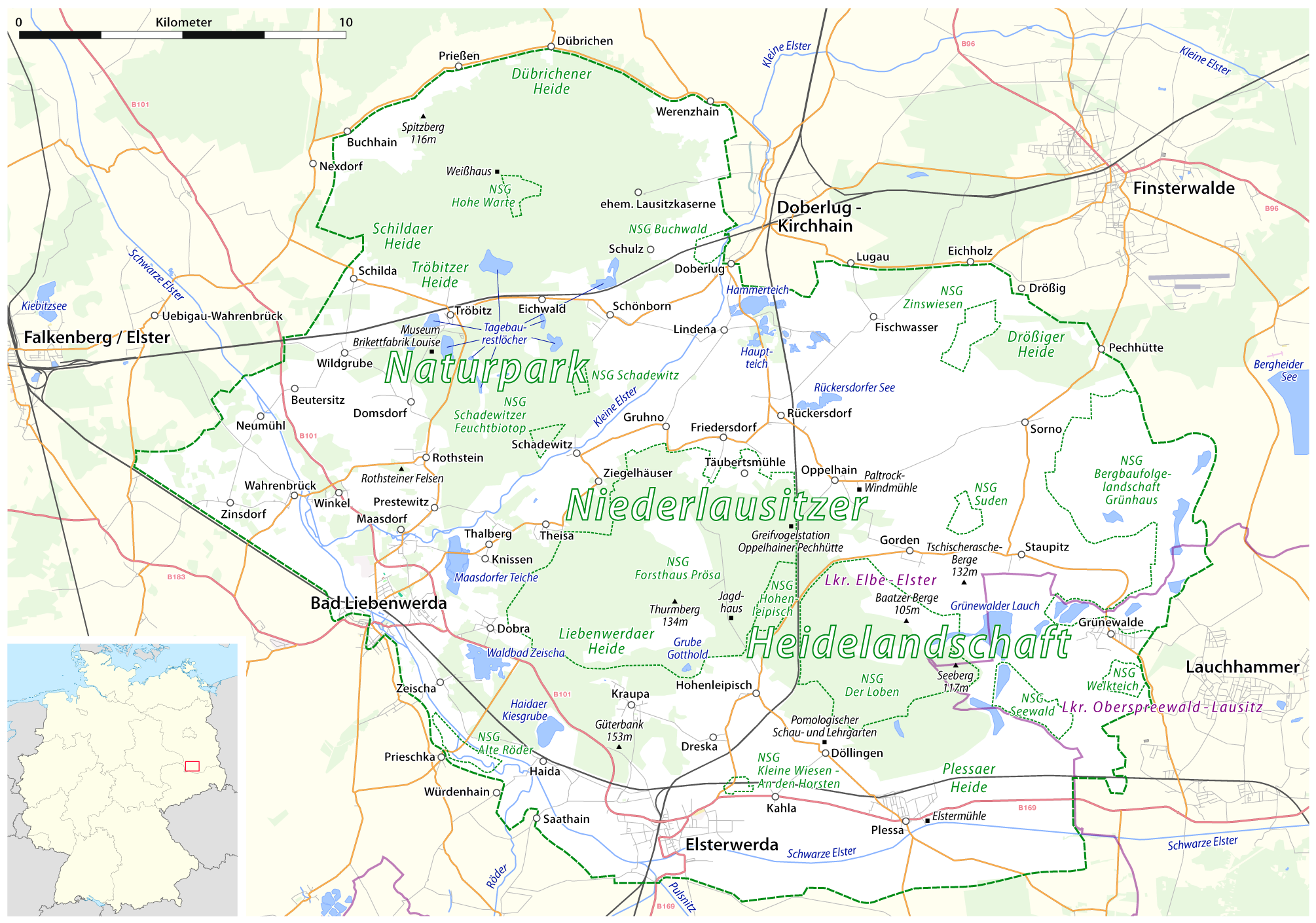
Naturpark Niederlausitzer Heidelandschaft

Das Gebiet der Liebenwerdaer Heide ist in den 484 Quadratkilometer umfassenden Naturpark Niederlausitzer Heidelandschaft integriert. Der Naturpark, der sich zu etwa 95 % im Landkreis Elbe-Elster erstreckt und Teile des angrenzenden Landkreises Oberspreewald-Lausitz erfasst, wurde im Mai 1996 eingeweiht. Das Kernstück des Naturparks, dessen Wappentier ein Auerhuhn ist, bildet das Naturschutzgebiet „Forsthaus Prösa“, das von Traubeneichen-Beständen, weiträumigen Heideflächen und Silbergras geprägt ist. Sein Zweck ist unter anderem die einheitliche Pflege und Erhaltung der naturnahen Landschaftsräume sowie der historisch gewachsenen Kulturlandschaft in diesem Gebiet, in dem auch Bergbaufolgelandschaften des Gebietes für den Naturschutz und die Erholungsnutzung zurückgewonnen werden sollen. Er umfasst sieben Landschaftsschutzgebiete mit einer Fläche von insgesamt 212,65 Quadratkilometern und 13 Naturschutzgebiete, die eine Fläche von insgesamt 93,78 Quadratkilometer besitzen.
Im Gebiet der Liebenwerdaer Heide befindet sich das Landschaftsschutzgebiet „Hohenleipisch-Sornoer-Altmoränenlandschaft“, welches eine Fläche von 10.510 Hektar umfasst. Außerdem befinden sich hier die Naturschutzgebiete „Forsthaus Prösa“, „Loben“, „Hohenleipisch“, „Suden“ und „Seewald“.

## Geschichte

### Auerhahnjagden im Gebiet der Liebenwerdaer Amtsheide

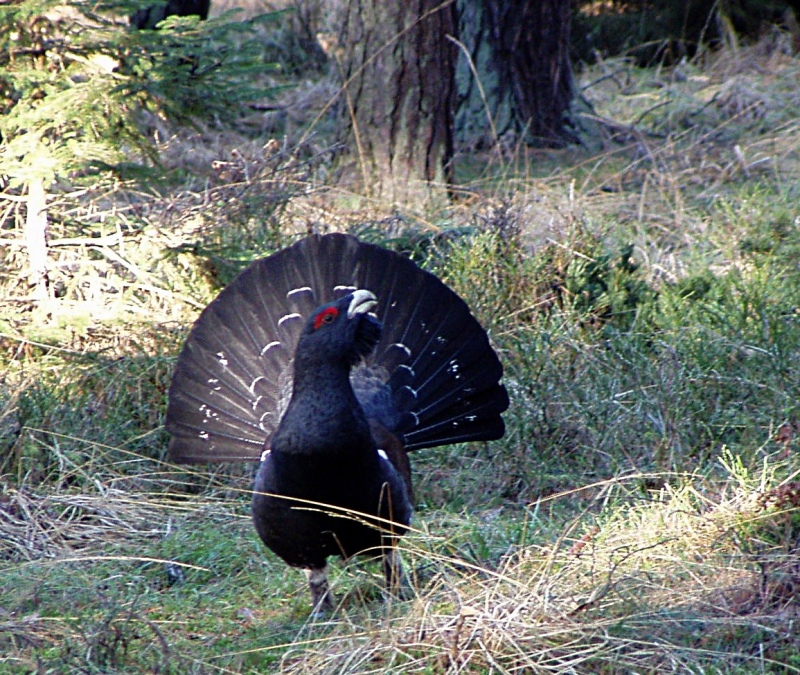
Auerhahn

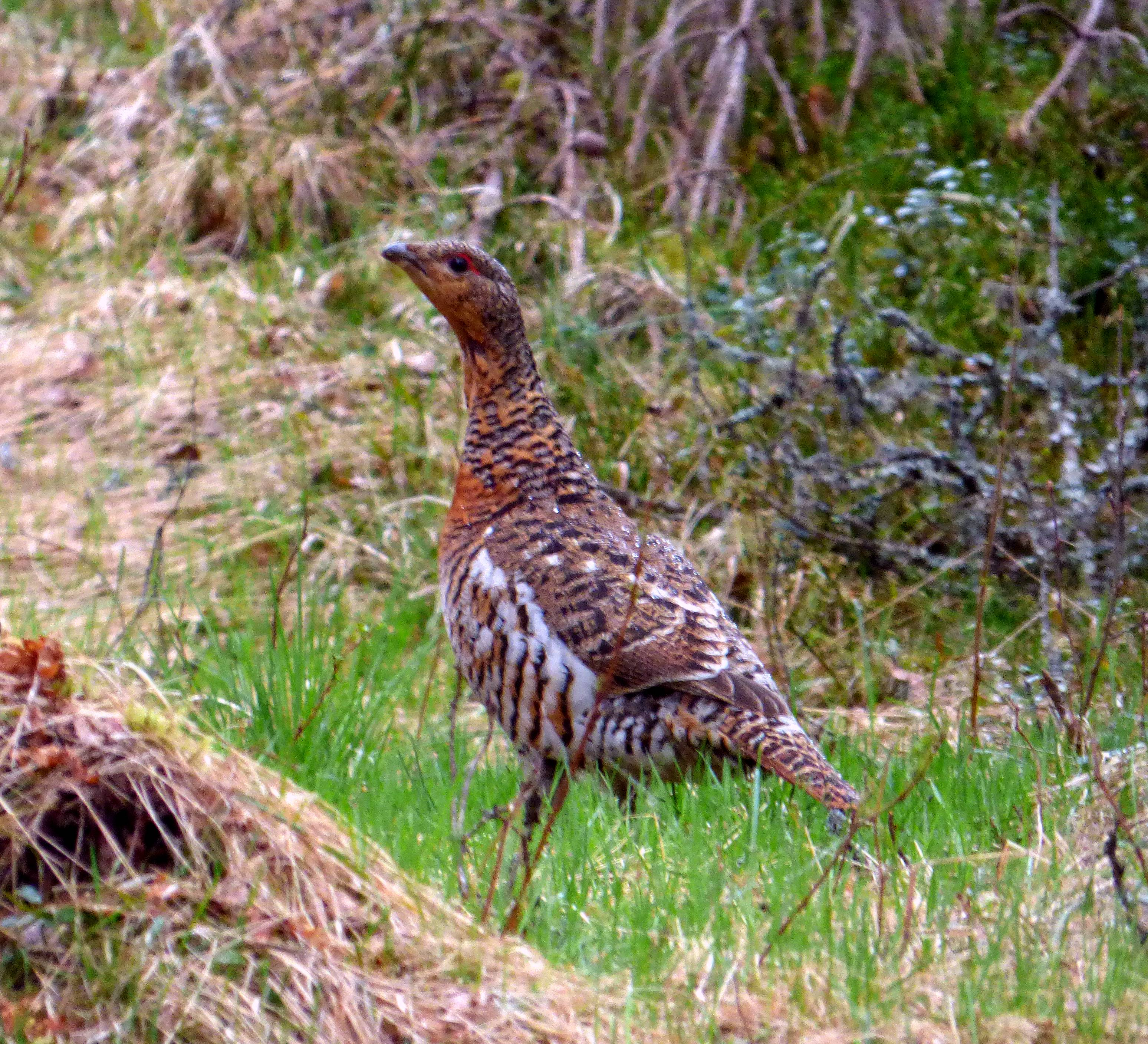
Auerhenne

Die Liebenwerdaer Amtsheide ist alter fiskalischer Besitz, welcher bereits im 16. Jahrhundert unter den Waldungen des kursächsischen Amtes Liebenwerda aufgeführt wurde. Ihre Größe wurde 1534/36 in einer von Kurfürst Johann Friedrich I. erlassenen Heide-Ordnung mit einer Länge von drei Meilen und einer Meile Breite angegeben.
Nachweise über Auerhahn-Jagden im Gebiet der Heide gibt es schon für das 17. Jahrhundert. Häufig zog es die kursächsischen Kurfürsten nach Liebenwerda um hier das Auerwild zu jagen. So sollen während einer dreiwöchigen Jagd des sächsischen Kurfürsten Johann Georg I. 1650 über 400 Stück Wildbret gefangen worden sein. 1676 wohnte einer Jagd seines Enkels Kurfürst Johann Georg III. auch dessen Ehefrau Anna Sophie bei, welche einen erlegten Auerhahn ihrem Vater Friedrich III. von Dänemark und Norwegen nach Dänemark schicken ließ. Auch für die Jahre 1680 und 1681 gibt es Nachweise für kurfürstliche Jagden in den Wäldern der Heide. In einer Forstkarte aus dem Jahr 1747 sind unter anderem die Balzplätze des Auerwildes aufgeführt.
Die kurfürstlichen Jagdgesellschaften wohnten zunächst meist im Schloss Liebenwerda, das von 1568 bis 1579 zum Jagd- und Residenzschloss umgebaut wurde. Ab dem 18. Jahrhundert waren diese dann meist im Elsterwerdaer Schloss, welches 1727 August der Starke von Freiherr Woldemar von Löwendal ersteigert worden war. Die hier ansässigen Pechbrenner wurden dabei zu Jagddiensten verpflichtet. Ansonsten war es den Untertanen streng verboten die Auerhahnreviere zu betreten.
Noch 1920 wurde die Zahl des Auerwildes im Gebiet mit 13 männlichen sowie 41 weiblichen Tieren angegeben. Durch die 1960 beginnende intensive Nutzung des Geländes als militärischer Truppenübungsplatz und der damit verbundenen Verkleinerung des natürlichen Lebensraumes starb diese Vogelart schließlich in diesem Gebiet aus. Nachdem 1965 noch eine Zahl von 25 Stück Auerwild angegeben wurde, gibt es eindeutige Nachweise nur noch für die 1980er Jahre.
Allerdings gibt es derzeit intensive Bestrebungen, diese Vogelart wieder im Gebiet anzusiedeln. Im Rahmen eines Pilotprojektes unter Leitung des Diplom-Biologen Uwe Lindner wurden im Mai 2011 siebenundzwanzig weibliche Tiere im Naturschutzgebiet Forsthaus Prösa ausgewildert.

### Der Turmberg

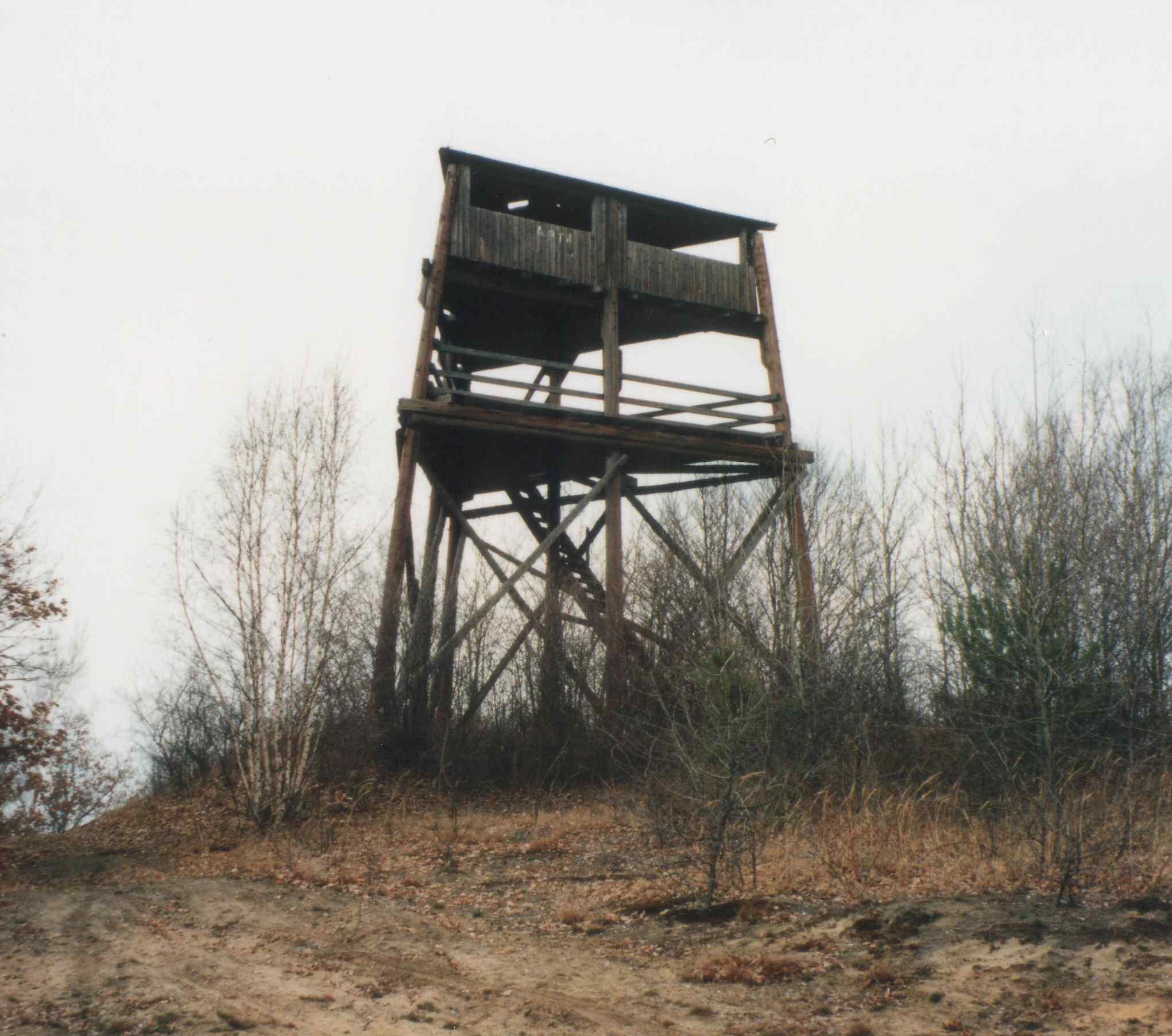
Der 1995 abgerissene Feuerwachturm

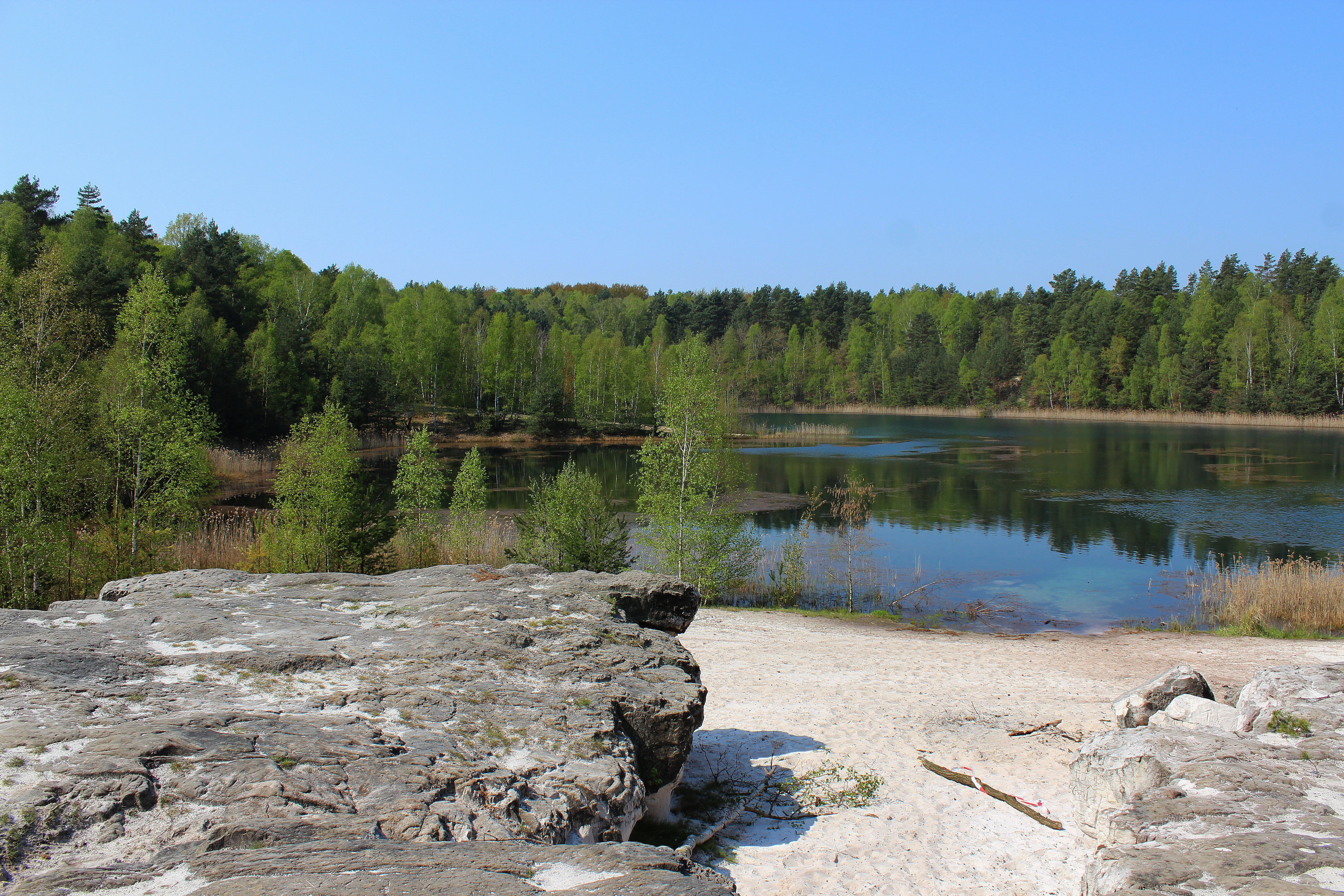
Grube Gotthold

Der 134 m hohe Turmberg befindet sich im Herzen der Liebenwerdaer Heide. Bereits um 1500 gab es hier einen Turm, der den Überlieferungen nach mit Wächtern besetzt war und der Berg erschien in alten Urkunden aus dem Jahr 1534, welche die Ordnung in der Liebenwerdaer Heide regeln sollten als Frauenberg. 1560 war er der zentrale Mittelpunkt auf einer Rundkarte von Johannes Humelius (Humelius-Riss), welchen der sächsische Kurfürst August mit der Kartierung der kursächsischen Waldgebiete beauftragt hatte. Im Forstzeichenbuch von 1572 taucht er als Frauenberg beim Thorme auf. Im Jahre 1623 wurde die Baufälligkeit des Turmes festgestellt und ein Neubau angeordnet. In einer Karte von George Schreiber erscheint der Turm 1752 als Heydethurm, den Schumann 1810 als eingegangen bezeichnet. Einer Überlieferung nach soll später aus dem Gemäuer das Jagdhaus errichtet worden sein. Zu jener Zeit soll es auch einen sogenannten Jagdgarten am Turmberg gegeben haben. Neubauten in Holz wurden 1909 und 1940 errichtet. Da der Turm als Feuerwachturm genutzt wurde besaß er Fernsprechverbindungen. 1963 erfolgte die Absprengung der oberen fünf Meter des bis dahin achtzehn Meter hohen Feuerwachturms wegen deren Baufälligkeit durch Angehörige der NVA. Der verbliebene Rest erhielt eine Verjüngung und wurde militärisch genutzt. 1995 wurde der Turm abgerissen.

### Der Bergbau im Gebiet der Liebenwerdaer Heide
Etwa zwei Kilometer westlich der Ortslage von Hohenleipisch befindet sich im Süden des heutigen Naturschutzgebietes Forsthaus „Prösa“ die einstige Braunkohlengrube „Gotthold“, welche im März 1912 eröffnet wurde. Das Lausitzer Unterflöz (2. Lausitzer Flözhorizont) erreichte hier eine Mächtigkeit von 2,7 bis 4,0 Metern. Die Förderung von Quarzsand gewann in der Grube später immer mehr an Bedeutung und verdrängte die Kohle schließlich ganz. Nachdem es bereits 1945 infolge des Zweiten Weltkrieges zum Stillstand des Grubenbetriebes gekommen war, führte ein verheerender Waldbrand 1947, bei welchem neben einer riesigen Waldfläche auch sämtliche Bauten der Grube „Gotthold“ sowie ihr Kohleflöz verbrannten, schließlich zum Ende des Grubenbetriebes.

### Militärische Nutzung

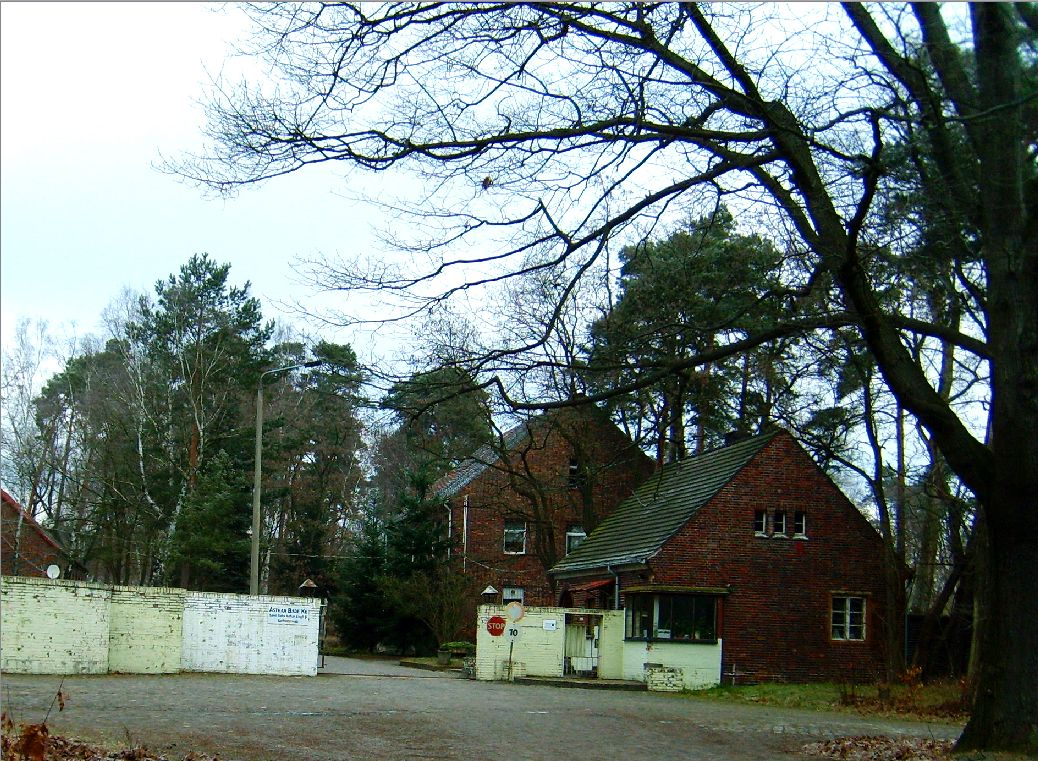
Muna Hohenleipisch

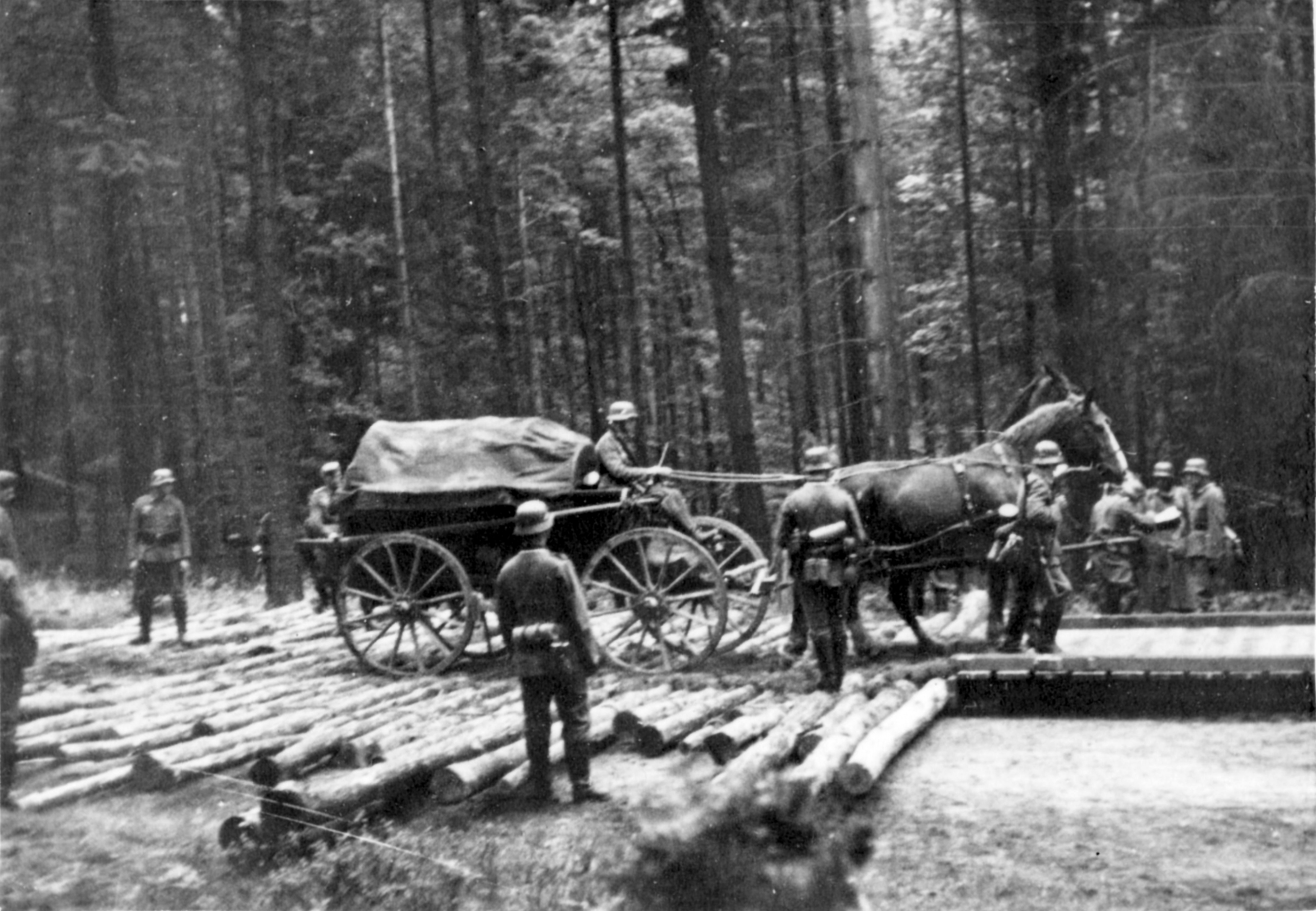
Truppen der Wehrmacht bei Übungen in der Liebenwerdaer Heide

Nördlich der Ortslage von Hohenleipisch befindet sich die geheimnisumwobene Anlage der Muna Hohenleipisch. Diese wurde ab 1936 für die deutsche Wehrmacht als Munitionsanstalt errichtet. Verkehrstechnisch in idealer Lage an Eisenbahn und Straße eingebunden, bot sie den Anschein einer idyllischen Waldsiedlung in der Liebenwerdaer Heide. In ihrem Hinterland jedoch entstanden umfangreiche Militäranlagen, wie unter anderem etwa einhundert zum größten Teil unterirdisch angelegte Bunker. Von hier aus wurden die militärischen Flugplätze der Umgebung mit Munition und Bombennachschub versorgt. Die Tarnung der Muna war so perfekt, dass sie von der Luft her durch das in sich geschlossene natürlich erhalten gebliebene Kronendach des sie umgebenden Waldes nicht gefunden werden konnte und so blieben feindliche Luftangriffe meist wirkungslos und trafen andere Gebiete, welche als Standort vermutet wurden.
Die Anlagen wurden nach dem Zweiten Weltkrieg von der Roten Armee übernommen und wurden von dieser bis zur politischen Wende in der DDR vor allem zur Einlagerung von Munition genutzt. Nach dem Abzug der Roten Armee galt die Muna als eine der saubersten von den sowjetischen Truppen verlassenen Stützpunkte der neuen Bundesländer. Das Gelände der Muna stellt heute ein noch typisches kleines Auerwild-Biotop dar. Für eine erfolgreiche Wiederansiedlung von Auerwild ist diese Fläche jedoch zu klein und sie müsste mit anderen geeigneten Waldflächen der Umgebung vernetzt werden. Seit 2004 sind 169 Hektar der Muna als Naturschutzgebiet „Hohenleipisch“ unter Schutz gestellt.

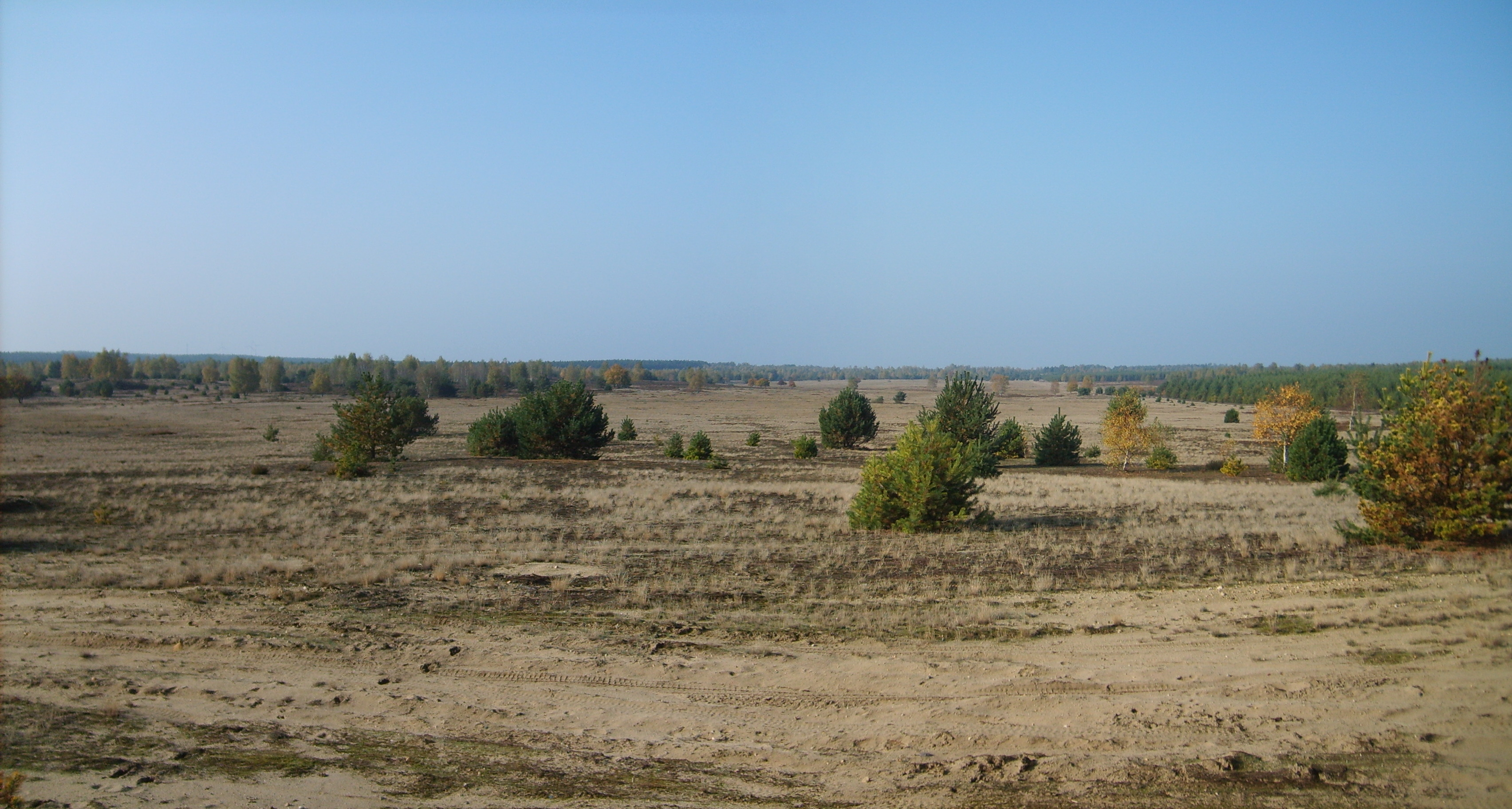
Ehemaliger Truppenübungsplatz

Ab 1960 wurden große Teile des Gebietes der alten Liebenwerdaer Amtsheide als Truppenübungsplatz der NVA genutzt. Obwohl das Gelände nicht gerade als ideal eingestuft wurde, da die Umgebung relativ dicht besiedelt ist, begann man ab dem Frühjahr 1960 mit der Errichtung von Ausbildungsanlagen, weil die größeren historisch gewachsenen Truppenübungsplätze in der DDR sich zum großen Teil in den Händen der russischen Besatzungsmacht befanden. Die Anlieger-Gemeinden wurden dabei kaum oder gar nicht zu Rate gezogen. Bis 1973 wurde das Gebiet zum Standortübungsplatz entwickelt. Um Platz für weitere Schießplätze und Militäranlagen zu schaffen, wurde unter anderem ein etwa 10 Hektar großes Gebiet des Traubeneichenwaldes abgeholzt. Auch die Anlage von Fahrwegen und Trassen war meist mit starken Eingriffen in die Natur verbunden. Große Waldgebiete wurden aus Sicherheitsgründen und dem Schutz vor westlicher Spionage für die Bevölkerung gesperrt.
1988 in Helsinki stattfindende Verhandlungen für friedensschaffende Maßnahmen zwischen den Staaten der NATO und der des Warschauer Paktes bildeten schließlich den Ursprung des Naturschutzgebietes „Forsthaus Prösa“, in welches das Gelände des einstigen Truppenübungsplatzes inzwischen integriert ist. Die Ergebnisse der Verhandlungen waren unter anderem, dass Truppenstärken reduziert und militärische Truppenübungsplätze einer zivilen Nutzung übergeben werden sollten. Dabei war auch ein Rückbau des Truppenübungsplatzes Bad Liebenwerda vorgesehen.
Auf Grund dieser Bemühungen der Naturschützer gelang es, dass der Truppenübungsplatz Liebenwerda umgewandelt und als Landschaftsschutzgebiet ausgeschrieben werden sollte. Oberstleutnant Sigfried Welke, Kommandant des Truppenübungsplatzes erhielt Anfang 1990 den Auftrag zum Rückbau des Truppenübungsplatzes, was zu einem europaweit einmaligen Pilotprojekt werden und als Vorlage für die Umwandlung weiterer Truppenübungsplätze dienen sollte. Kurze Zeit später beschäftigte sich der Grüne Runde Tisch des damaligen Kreises Liebenwerda mit der Zukunft der Flächen und im Mai 1990 wurde vom Umweltministerium der DDR eine Landschaftsplanung zum Naturpark Niederlausitzer Heidelandschaft unter Einbeziehung des Gebietes in Auftrag gegeben.
Nachdem das Bundesnaturschutzgesetz mit der deutschen Wiedervereinigung auch in den neuen Bundesländern in Kraft trat, wurde auf der am 4. Oktober 1990 stattfindenden Kreistagssitzung die Unterschutzstellung des Naturschutzgebietes „Forsthaus Prösa“ beschlossen.

## Kulturgeschichte

### Freizeit und Tourismus

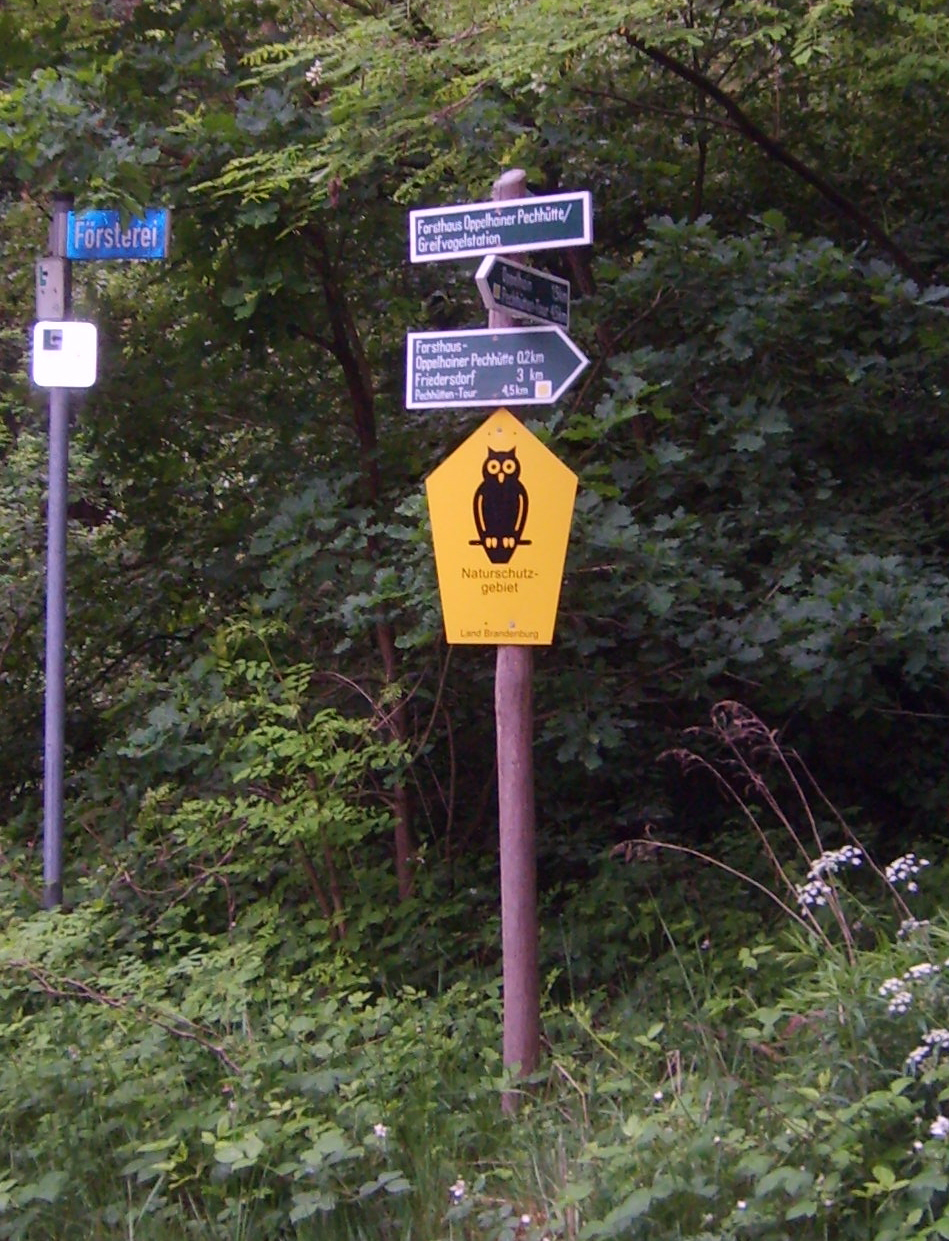
Wegweiser an der Oppelhainer Pechhütte

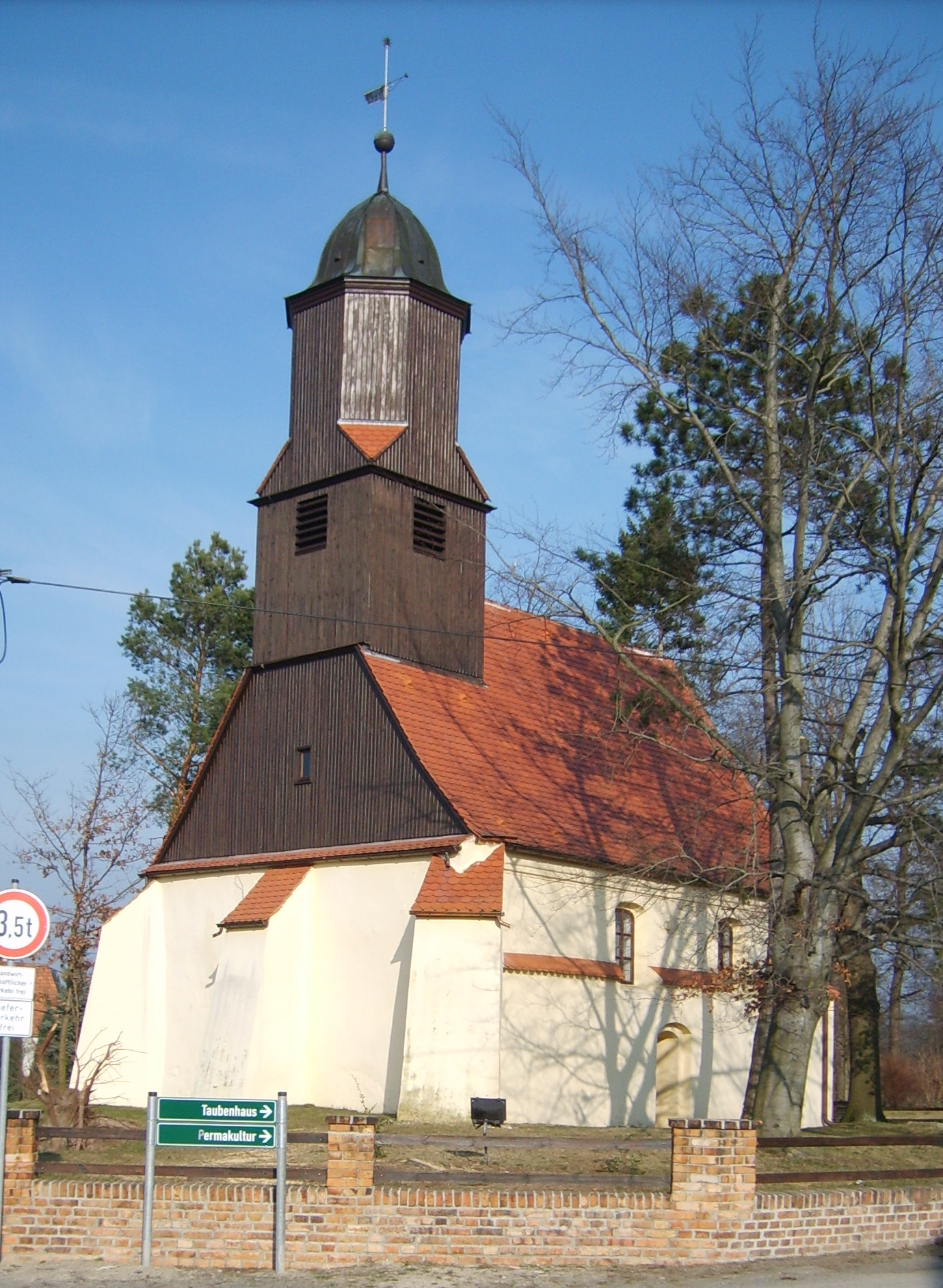
Dorfkirche Dobra

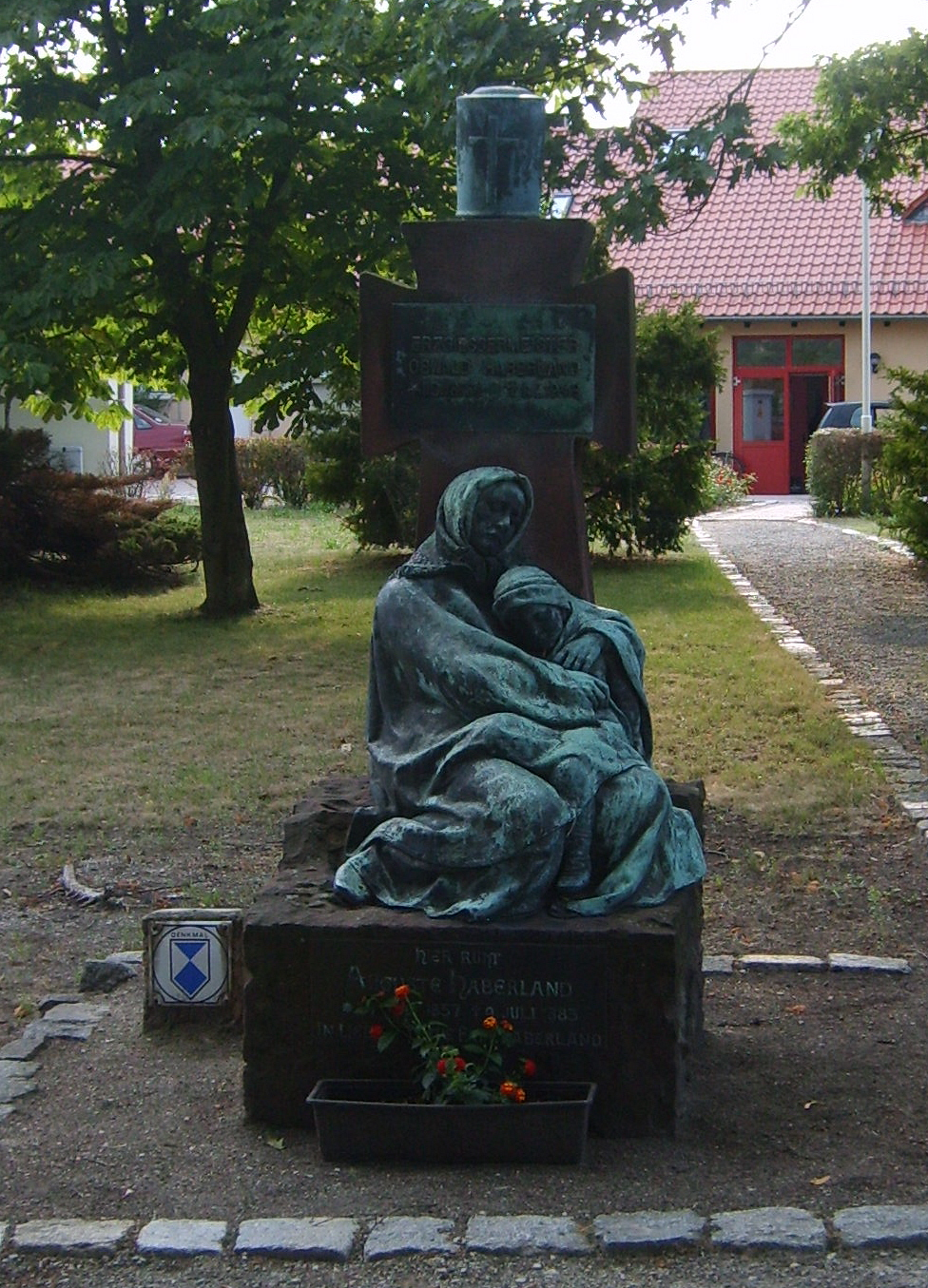
Denkmal „Mutter und Kind“

Mehrere Radwege, die durch das Gebiet des Liebenwerdaer Heide führen, verbinden die angrenzenden Orte, den Naturpark Niederlausitzer Heidelandschaft und die Sehenswürdigkeiten der Region.
2007 eröffnete die Route Kohle-Wind & Wasser, welche die energiehistorischen Bauwerke der Umgebung miteinander verbindet. Weiterhin kann man entlang einer zum Radweg ausgebauten Kohlenbahntrasse das östliche Gebiet durchqueren und so bis zur Domsdorfer Brikettfabrik Louise, der ältesten erhalten gebliebenen Brikettfabrik Europas, oder bis zur vom einstigen Braunkohlenbergbau geprägten Stadt Lauchhammer gelangen. Außerdem sind im Gebiet der Heide einige Wanderwege und Naturpfade ausgezeichnet.
In der Kurstadt Bad Liebenwerda befinden sich mit den Fontana-Kliniken und der „Lausitztherme Wonnemar“ Einrichtungen eines Kur-, Gesundheits-, Erholungs-, Wellness- und Tourismuszentrums. Im örtlichen Kreismuseum befindet sich eine Dauerausstellung zur Verwurzelung des historischen mitteldeutschen Wandermarionettentheaters mit der Liebenwerdaer Umgebung, einer Dauerausstellung über die in Wahrenbrück geborenen Komponisten Gebrüder Graun sowie zeitlich begrenzte Sonderausstellungen zu verschiedenen historischen und kulturellen Themen. Außerdem beschäftigt es sich mit Geschichte und Kultur im Gebiet des einstigen Landkreises Bad Liebenwerda zu dem die Liebenwerdaer Heide einst gehörte.
In der südlich der Heide gelegenen Stadt Elsterwerda ist neben dem Elsterschloss, welches in seiner heutigen Form im 18. Jahrhundert entstand und das in seiner Funktion als Jagdschloss Ausgangspunkt vieler Jagden in der Heide war, in unmittelbarer Nähe einer historischen Bockwindmühle ein 30.000 m² großer Erlebnis-Miniaturenpark zu finden. Im ebenfalls südlich gelegenen Plessa befindet sich mit dem Kraftwerk Plessa ein Projekt der Internationalen Bauausstellung Fürst-Pückler-Land. Wenige Kilometer nördlich der Heide ist neben einer historischen Paltrockwindmühle ein 4000 m² großer Kräutergarten zu finden. An der Oppelhainer Pechhütte befindet sich eine 2001 eröffnete Greifvogelstation.
Im äußersten Osten der Heide ist das Naherholungsgebiet Grünewalder Lauch gelegen. Hier befindet sich ein etwa einhundert Hektar großer Badesee, welcher durch die Flutung eines ehemaligen Tagebaus entstand. Am See befinden sich ein Campingplatz mit über zweihundert Stellplätzen, Gaststätten und ein Bootsverleih.

### Bauwerke
Einige historische Bauwerke der Heide sind wie der hölzerne Turm auf dem Turmberg im Laufe der Zeit verloren gegangen. So fiel ein ursprünglich in Döllingen gelegenes Gutshaus 1945 einem Brand zum Opfer. Außerdem befand sich unweit des Turmbergs am späteren Standort der Kommandantur ein altes Jagdhaus, welches aus der Zeit Augusts des Starken stammte. Dieses diente bis 1962 als Ausbildungsstätte für Forstarbeiter und war anschließend Bestandteil der Kommandantur des Truppenübungsplatzes, wo es hauptsächlich den Kommandanten sowie deren Familien als Wohnsitz diente. 1984 wurde dieses historische Gebäude abgerissen.
Das alte Forsthaus „Prösa“, Namensgeber des heutigen Naturschutzgebietes, verdankte wahrscheinlich seinen Namen dem sorbischen bresa, brisa, brezy (vgl. obersorbisch brěza), was so viel wie Birke bedeutet. Es wurde Anfang 2004 abgerissen. Bis in die Gegenwart erhalten geblieben sind die Forsthäuser in Hohenleipisch und Dobra.
In den Orten, die sich am Rand der einstigen Heide befinden, sind auch einige Kirchen zu finden. So stammt die Feldsteinkirche in Hohenleipisch aus dem 13. Jahrhundert. Die Gordener Dorfkirche wurde 1749 errichtet. In ihrem Inneren befindet sich eine vom Großenhainer Orgelbaumeister im Jahr 1840 errichtete Orgel. Der rechteckige barocke Bau der Döllinger Dorfkirche stammt aus dem Jahr 1739 und der spätgotische Bau der Dobraer Kirche aus der Zeit um 1500. In ihrem Inneren befindet sich auch ein dreiteiliger Schnitzaltar aus dem Jahre 1510.
Im nordwestlich der Heide gelegenen Theisa befindet sich ein ehemaliges Gutshaus, welches in der ersten Hälfte des 18. Jahrhunderts errichtet wurde und ursprünglich zu einem Rittergut gehörte, das im Ort bereits seit 1580 nachweisbar ist. Aus dem Jahr 1896 stammt der Glockenturm im südlich gelegenen Kraupa. Er befindet sich heute wie ein Wohnhaus in der Dorfstraße 23 auf der Denkmalliste des Landes Brandenburg.

### Kunst und Literatur
Über die Liebenwerdaer Heide gibt es zahlreiche Veröffentlichungen in Periodika, die sich mit diesem Gebiet beschäftigen, wie der seit 1913 herausgegebene Liebenwerdaer Heimatkalender und andere heimat- und naturkundliche Schriften.
Im östlich gelegenen Gorden befindet sich das 1926 vom aus dem Ort stammenden Dresdner Künstler und Erzgießermeister Oswald Haberland errichtete Bronzedenkmal „Mutter und Kind“.
Der Landschaftsmaler Franz Oskar Bernhard Schreyer (1858–1938) hielt die Landschaft der östlichen Liebenwerdaer Heide in mehreren seiner Gemälde fest. Der Schüler von Friedrich Preller dem Jüngeren richtete sich in einem von ihm 1896 erbauten Blockhaus in der Nähe der Baatzer Berge am Floßgraben ein Waldatelier ein. Seine Bilder befinden sich unter anderem in Museen von Bautzen, Chemnitz, Zwickau und Leipzig.

### Sagen

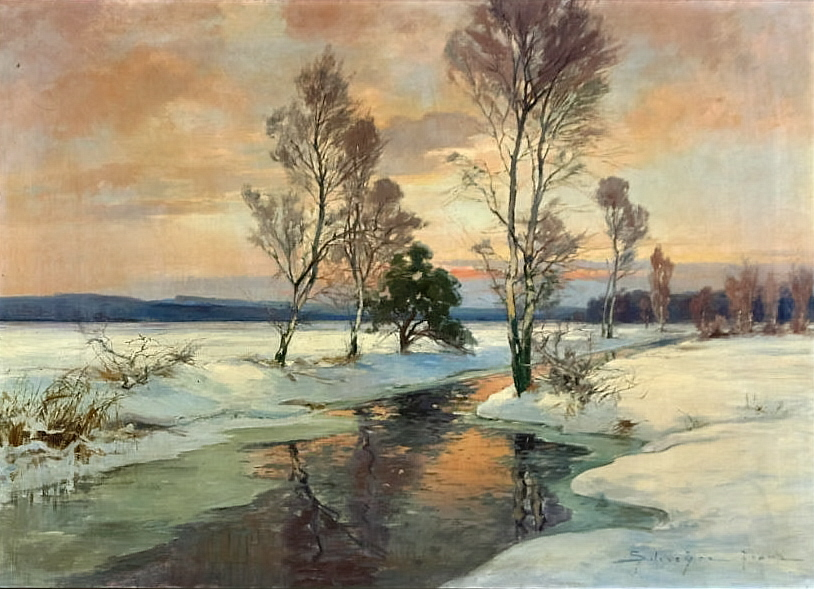
„Winterabend am Moorbruch“ von Franz Schreyer

Aus dem Gebiet der Liebenwerdaer Heide stammen auch einige Sagen. Eine der bekanntesten Sagen ist die einer untergegangenen Stadt unweit des „Lobens“ zwischen Gorden und Hohenleipisch. Hier soll es auch ein ebenfalls untergegangenes Schloss gegeben haben, wo ein unerbittlicher Ritter hauste, der die ihm untertänigen Bauern mit hohen Flachsabgaben plagte. Die Gordener Weiber waren darüber wohl so empört, dass sie ihn mit Flachssträngen erschlugen. Zur Strafe mussten sie ein Sühnekreuz setzen lassen, welches sich heute auf dem Gordener Dorfplatz befindet.
Die Sage wird mit der 1575 urkundlich erwähnten wüsten Dorfstätte Salssen in Verbindung gebracht, die angeblich Stadt- und Geleitsrecht besaß. Nördlich des Lobens wurde bei Forstarbeiten auch Pechofenkeramik gefunden, welche diese Vermutungen stärken. Außerdem wurde diese Gegend unter anderem aufgrund dieser Sage und der Namensähnlichkeit des nahe gelegenen Hohenleipisch mit der sagenumwobenen slawischen Stadt Liubusua in Verbindung gebracht, was aber nicht bestätigt werden konnte.
Eine andere Stelle am Südabhang der Seeberge, die sich in der Nähe des Lobens befinden, wurde auch als „Zwerghäuser“ bezeichnet. Hier sollen einst Zwerge gewohnt haben und voller Zorn mit Steinen bis nach Doberlug geworfen haben, als von dort das erste Mal die Klosterglocken herüber klangen. Seither sind die Zwerge verschwunden.
Die Sage vom Goldenen Born erzählt von einer inzwischen versiegten und abgebaggerten Quelle am Kohlenberg. Hier soll sich einst eine Gräfin aus dem Elsterwerdaer Schloss bei einem Jagdausflug verirrt haben. Nachdem sie halb verdurstet die Quelle gefunden hatte, erquickte sie sich selbst und ihr Pferd daran. Aus Dankbarkeit warf sie anschließend ihr goldenes Ringlein in den Born.
Aus der westlichen Heide stammt die Sage „Die Nixen von Dobra“, welche von drei tanzenden Mädchen handelt, die sich später als Nixen aus einem nahe dem Dorf gelegenen Teich herausstellten. Eine weitere Sage erzählt von einem toten Förster aus dem Forsthaus Prösa, welchem auf dem Weg zu seiner Beerdigung ein Hirsch das letzte Geleit gab und die Sage von der Schlottenbrücke berichtet von einem dreibeinigen Tier, welches dem der ihm begegnet Fieber und Tod bringt.